# Wulf-Dieter Geyer
Wulf-Dieter Geyer (14 de março de 1939) é um matemático alemão.